# Суперкубок Ісландії з футболу 1985
Суперкубок Ісландії з футболу 1985 — 17-й розіграш турніру. Матч відбувся 10 травня 1985 року між чемпіоном і володарем кубка Ісландії клубом Акранес та фіналістом кубка Ісландії клубом Фрам.
| Володар Суперкубка Ісландії 1985 |
| -------------------------------- |
|                                  |
| Фрам Четвертий титул             |

## Матч

### Деталі
| 10 травня 1985 |

| Фрам                                          | 3:2 дч   | Акранес                      |
| --------------------------------------------- | -------- | ---------------------------- |
| К.Йонссон 77' Г.Торфасон 108' О.Торфасон 119' | Протокол | Ларуссон 15' Йоганнессон 96' |

| Коупавогсволлур, Коупавогюр |